# 正長石
正長石（せいちょうせき、orthoclase、オーソクレース）は、鉱物（ケイ酸塩鉱物）の一種。長石グループの鉱物で、単斜晶系のカリ長石。

## 性質・特徴
化学組成は KAlSi3O8。同じ組成で三斜晶系のものは微斜長石だが、肉眼で両者の区別はできない。高温で形成された場合には、Na をやや多く含むサニディン（玻璃長石）になる。
モース硬度 6 の標準鉱物。
火成岩や変成岩に普通に含まれる造岩鉱物。